# غوشنة مستديرة
غوشنة مستديرة (الاسم العلمي: Morchella rotunda) هي نوع من الفطريات يتبع جنس الغوشنة من الفصيلة الغوشنية.